# نيكولا فيري
نيكولا فيري (بالفرنسية: Bébé)‏ هو أحمق فرنسي، ولد في 11 نوفمبر 1741، وتوفي في 8 يونيو 1764 في Château de Lunéville ‏ في فرنسا.